# Saint-Fort-sur-Gironde
Saint-Fort-sur-Gironde ist eine französische Gemeinde mit 907 Einwohnern (Stand: 1. Januar 2022) im Département Charente-Maritime in der Region Nouvelle-Aquitaine; sie gehört zum Arrondissement Jonzac und zum Kanton Pons. Die Einwohner werden Saint-Fortais genannt.

## Geographie
Saint-Fort-sur-Gironde liegt etwa 32 Kilometer südsüdwestlich von Saintes am Ästuar der Gironde. Umgeben wird Saint-Fort-sur-Gironde von den Nachbargemeinden Saint-Germain-du-Seudre im Norden und Nordosten, Lorignac im Osten, Saint-Dizant-du-Gua im Süden sowie Floirac im Südwesten, Westen und Nordwesten.

## Bevölkerungsentwicklung
| Jahr                       | 1962 | 1968 | 1975 | 1982 | 1990 | 1999 | 2006 | 2019 |
| Einwohner                  | 1143 | 1035 | 1036 | 1009 | 1012 | 904  | 932  | 902  |
| Quellen: Cassini und INSEE |      |      |      |      |      |      |      |      |

## Sehenswürdigkeiten
- Kirche Saint-Fortunat aus dem 12. Jahrhundert, Umbauten aus dem 16. Jahrhundert, Monument historique seit 1913
- Protestantische Kirche
- Schloss Les Salles aus dem 15. Jahrhundert
- Schloss Amblimont aus dem 18. Jahrhundert, heutiges Rathaus

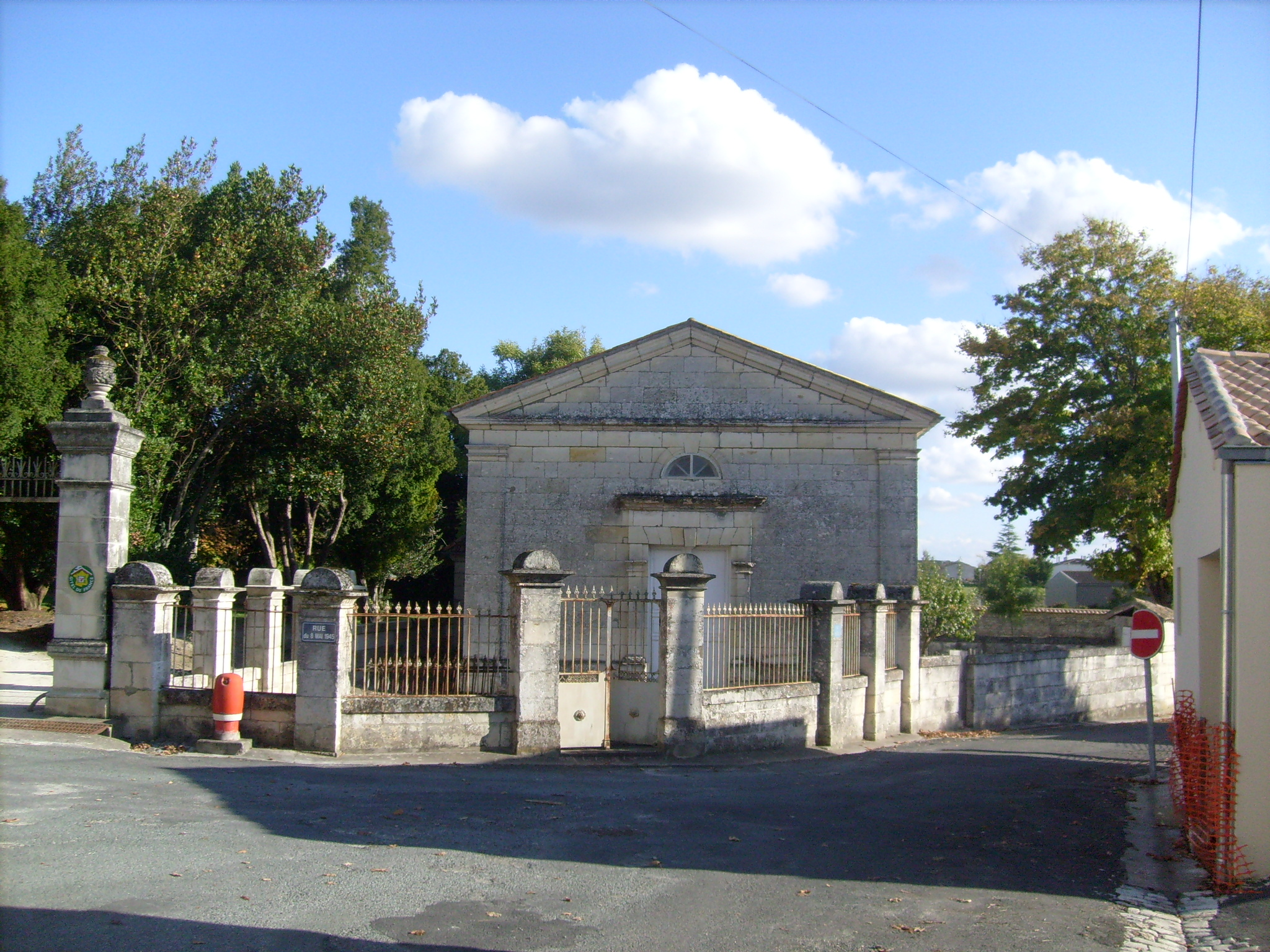
Protestantische Kirche